# Miloš Pahor
Miloš Pahor, slovenski glasbenik in glasbeni pedagog, * 22. september 1935, Trbovlje.

## Življenje in delo
Miloš Pahor se je rodil v Trbovljah, ker je bil njegov oče Drago (ki se je rodil v Škednju pri Trstu) tja premeščen, mati je bila Marija (Minka) Lavrenčič, učiteljica in narodna delavka. Zaradi vojnih razmer je neredno obiskoval osnovno šolo, po nižji srednji šoli pa je leta 1955 maturiral na slovenski Višji realni gimnaziji v Trstu. Istočasno je študiral tudi flavto na tržaškem konservatoriju in diplomiral leta 1957. Nato se je dve leti izpopolnjeval pri flavtistu Borisu Čampi. Leta 1958 je igral prvo flavto v ljubljanski Operi, nato pa je dobil službo kot drugi flavtist v tržaškem opernem gledališču »Giuseppe Verdi«, kjer je nato leta 1962 postal prvi flavtist. Od leta 1963 je poleg igranja v opernem orkestru začel s poučevanjem na  glasbenem liceju »Jacopo Tomadini« v Vidmu, a ko je leta 1966 zmagal na vsedržavnem natečaju za stalno mesto profesorja flavte na istem liceju, je opustil delo v orkestru in se popolnoma posvetil poučevanju in koncertiranju. Leta 1963 se je oženil z glasbenico Dino Slama. Skupaj sta stalno nastopala v duu Pahor Slama in snemala za marsikatero radijsko in televizijsko postajo, posnela sta tudi več plošč in zgoščenk. Leta 1963 je bil soustanovitelj Tržaškega baročnega ansambla, od leta 1982 do upokojitve pa je poučeval na tržaškem konservatoriju »Giuseppe Tartini«. 
Razen prečne flavte se je Miloš Pahor posvečal tudi kljunasti flavti in baročni prečni flavti, s katerimi je tudi večkrat koncertiral. Poučeval je tudi na šoli Glasbene matice v Trstu, kjer je leta 1969 uvedel pouk kljunaste flavte, leta 1979 pa je sodeloval  pri ustanovitvi Oddelka za staro glasbo, kjer je uvedel tudi pouk viole da gamba. Ta glasbila je večkrat poučeval na poletnih tečajih za staro glasbo po raznih krajih v Italiji (Urbino, Rim, Belluno, Čedad, Colloredo di Montalbano). Ustanovil je skupino Gallus Consort, ki se posveča pretežno baročni glasbi z baročnimi inštrumenti, in uvedel koncertni ciklus stare in sodobne glasbe »Repentabor«, kjer so več let nastopali svetovno priznani glasbeniki.
Miloš Pahor se je posvečal tudi pisanju raznih priročnikov glasbene teorije (Dobro uglašeni klavir,  Naravna pot do glasbe,  Accordature storiche : nozioni elementari per una migliore comprensione della musica del passato ).
Razen tega, da je Miloš Pahor vrhunski flavtist (saj je prejel več pohval raznih dirigentov in skladateljev), se je v prostem času ukvarjal tudi z risanjem, slikanjem in fotografijo. Postavil je tudi nekaj samostojnih slikarskih razstav.